# NWU Hockey Academy
Le NWU Hockey Academy est un stade de hockey sur gazon basé à Université du Nord-Ouest,  Potchefstroom dans le Nord-Ouest de l'Afrique du Sud.
Dans le passé, le stade a accueilli les tournois majeurs suivants :
- Coupe du monde féminine de hockey sur gazon des moins de 21 ans 2021[1],[2]
- Varsity Hockey en 2013, 2015, 2019[3],[4]
- Ligue professionnelle masculine de hockey sur gazon 2021-2022